# Směrnice DAC
Směrnice o správní spolupráci v oblasti daní, běžně označovaná jako Směrnice DAC, je směrnicí Evropské unie, která stanoví pravidla pro automatickou výměnu informací (AEOI), která platí pro členy Evropské unie. Směrnice má číslo 2011/16/EU. DAC je zkratka anglických slov Directive on Administrative Cooperation. 
Implementační zákon č. 164/2013 Sb., o mezinárodní spolupráci při správě daní, zavádí bankám a podobným subjektům povinnost informovat správce daně o přeshraničních uspořádáních, která splňují určená kritéria (oznamovací povinnost o přeshraničních transakcích/schématech potenciálně agresivního daňového plánování). Směrnice DAC se vztahuje na všechny přímé daně (daň z příjmů, silniční daň, daň z nemovitých věcí..) a nevztahuje se na daň z přidané hodnoty, spotřební daně, cla ani na příspěvky na sociální zabezpečení a zdravotní pojištění. Oznamovací povinnost prolamuje bankovní tajemství.

## Novely směrnice
DAC 7 nebo DAC7 je sedmá novela směrnice EU 2021/514 o administrativní spolupráci v oblasti daní, přijatá Evropskou radou dne 22. března 2021. 
Pozměňující směrnice „DAC7“ zavádí nová pravidla pro zlepšení výměny informací pro daňové účely a zahrnuje vykazování prodeje a služeb prováděných prostřednictvím digitálních platforem.
DAC 7 byla implementována do české legislativy úpravou zákona 164/2013 Sb. Generální finanční ředitelství v návaznosti na oznamovací povinnost provozovatelů platforem spustilo stejnojmennou webovou aplikaci.
Konkrétně směrnice DAC 7 cílí na čtyři oblasti digitálního podnikání (oznamované činnosti)
- Poskytnutí nemovité věci (obytné nemovité věci, nemovité věci určené k podnikání, parkovací místa).
- Poskytnutí dopravního prostředku (pronájem auta – nikoliv taxi služby).
- Osobní služby (taxi služby, práce fyzické osoby vykonávané online či fyzicky).
- Prodej zboží (za zboží se považují hmotné věci a také zvířata).